# Diagrama de Lineweaver-Burke
A equação de Michaelis-Menten pode ser transformada algebricamente em equações mais práticas para fazer gráficos com dados experimentais. Quando {\textstyle [S]} tem valores muito altos, a velocidade inicial {\textstyle V_{0}} aproxima-se assintoticamente a {\textstyle V_{max}}. Na prática, entretanto, é muito difícil obter o valor de {\textstyle V_{max}} com precisão a partir dos gráficos de {\textstyle V_{0}} versus {\textstyle [S]}. Mesmo em concentrações tão altas de substrato como {\textstyle [S]=10} {\textstyle km}, a equação indica que {\textstyle V_{0}} é apenas 91% da {\textstyle V_{max}} de modo que o valor obtido pela extrapolação da assintota será, com toda certeza, subestimado.

Uma transformação muito comum é deduzida simplesmente tomando as recíprocas dos dois lados da equação de Michaelis-Menten:
{\textstyle V_{0}={V_{max[S]} \over km}+[S]\rightarrow {1 \over V_{0}}=km+{[S] \over V_{max[S]}}}
Separando os componentes do numerador no lado direito da equação obtém-se:
{\textstyle {1 \over V_{0}}={km \over V_{max[S]}}+{[S] \over V_{max[S]}}}
que é simplificado para
{\textstyle {1 \over V_{0}}={km \over V_{max[S]}}+{1 \over V_{max}}}

Gráfico duplo recíproco (Lineweaver-Burk)

Essa forma da equação de Michaelis-Menten é um método melhor para determinar os valores de {\textstyle V_{max}} e {\textstyle km}, que foi formulado por Hans Lineweaver e Dean Burk, sendo a equação denominada  Lineweaver-Burk. No caso das enzimas que obedecem a relação de Michaelis-Menten, um gráfico de {\textstyle {1 \over V_{0}}} versus {\textstyle {1 \over [S]}} (o “duplo-recíproco” de um gráfico de {\textstyle V_{0}} versus {\textstyle [S]} é usado) produz uma linha reta. Essa linha tem uma inclinação de Km/Vmáx no eixo {\textstyle {1 \over V_{0}}} e uma intersecção de {\textstyle {-1 \over km}} no eixo {\textstyle {1 \over [S]}}.
A representação duplo-recíproca, também denominada gráfico de Lineweaver-Burk, tem a grande vantagem de permitir uma determinação mais acurada de {\textstyle V_{max}} que pode ser obtida apenas aproximadamente nos gráficos simples de {\textstyle V_{0}} versus {\textstyle [S]}. No entanto, este gráfico tem uma desvantagem. Uma vez que a maioria das medições experimentais envolve concentrações relativamente altas de {\textstyle [S]}, os pontos, portanto, acumulam-se no lado esquerdo do gráfico. Assim, para valores pequenos de {\textstyle [S]}, pequenos erros na {\textstyle V_{0}} levam a grandes erros em {\textstyle {1 \over V_{0}}} e, consequentemente, a grandes erros em {\textstyle km} e {\textstyle V_{max}}.
Outras transformações da equação de Michaelis-Menten são feitas, cada uma com uma vantagem específica para a análise de dados cinéticos. Com o advento dos computadores, entretanto, os dados cinéticos são geralmente analisados por tratamentos estatísticos matematicamente sofisticados.
Contudo, os gráficos de Lineweaver Burk são inestimáveis tanto para a apresentação visual dos dados cinéticos como também são úteis para analisar dados cinéticos de enzimas que usam mais do que um substrato.
O gráfico duplo-recíproco das velocidades de uma reação enzimática é muito útil para diferenciar entre certos tipos de mecanismos de reação enzimática e na análise da inibição de enzimas.